# Dipsadoboa flavida
Dipsadoboa flavida là một loài rắn trong họ Rắn nước. Loài này được Broadley & Stevens mô tả khoa học đầu tiên năm 1971.